# Uitenhage
Uitenhage es una ciudad de Sudáfrica ubicada cerca de la ciudad de Port Elizabeth en la provincia Oriental del Cabo. 
En esta ciudad se encuentra la fábrica automotriz más grande del continente africano, de la compañía Volkswagen. Esta compañía ofrece la mayor cantidad de empleos en su región y emplea a cerca de 5600 personas.
Fue fundada el 25 de abril de 1804 por el landdrost (magistrado de distrito) Jacob Glen Cuyler y se le nombró así en honor al comisionado general Jacob Abraham Uitenhage de Mist por el gobernador de la Colonia del  Cabo neerlandesa, Jan Willem Janssens. Integró parte del distrito de Graaff-Reinet (poco después de su efímera secesión), y en 1877 se convirtió en municipio. En 1994 fue incorporada con Port Elizabeth a la Municipalidad Metropolitana Nelson Mandela.
El político-profesor-predicador Allan Hendrickse y el saltador de pértiga olímpico Okkert Brits nacieron en esta ciudad.